# Walckenaeria cuspidata
Walckenaeria cuspidata este o specie de păianjeni din genul Walckenaeria, familia Linyphiidae, descrisă de Blackwall, 1833.

## Subspecii
Această specie cuprinde următoarele subspecii:
- W. c. brevicula
- W. c. obsoleta